# Terra Nova (Heftromanreihe)
Terra Nova (Untertitel: Science Fiction – Die neue Science-Fiction-Reihe aus der Perry-Rhodan-Redaktion) war eine deutsche Science-Fiction-Heftromanreihe aus dem Moewig-Verlag. Sie war die Nachfolgerin der Reihe Terra Utopische Romane, die von 1957 bis 1968 in 555 Ausgaben erschien. Terra Nova erschien wöchentlich vom 17. Mai 1968 bis zum 20. August 1971, bis sie durch die Reihe Terra Astra ersetzt wurde. Die Reihe erreichte 190 Ausgaben.
Die Hefte kosteten zunächst 0,80 DM (bis Nummer 42), anschließend 0,90 DM (bis zur Nummer 120) und zuletzt wurde der Preis auf 1,00 DM erhöht.
In der Heftreihe wurden Einzelromane und Romanzyklen von bekannten deutschen wie auch internationalen Autoren veröffentlicht. Hierbei handelte es sich um deutsche Erstveröffentlichungen oder Neuausgaben von zuvor anderswo erschienenen Titeln. Berühmt wurde die Tschai-Trilogie von Jack Vance (eigentlich eine Tetralogie) und einige Darkover-Romane von Marion Zimmer Bradley.

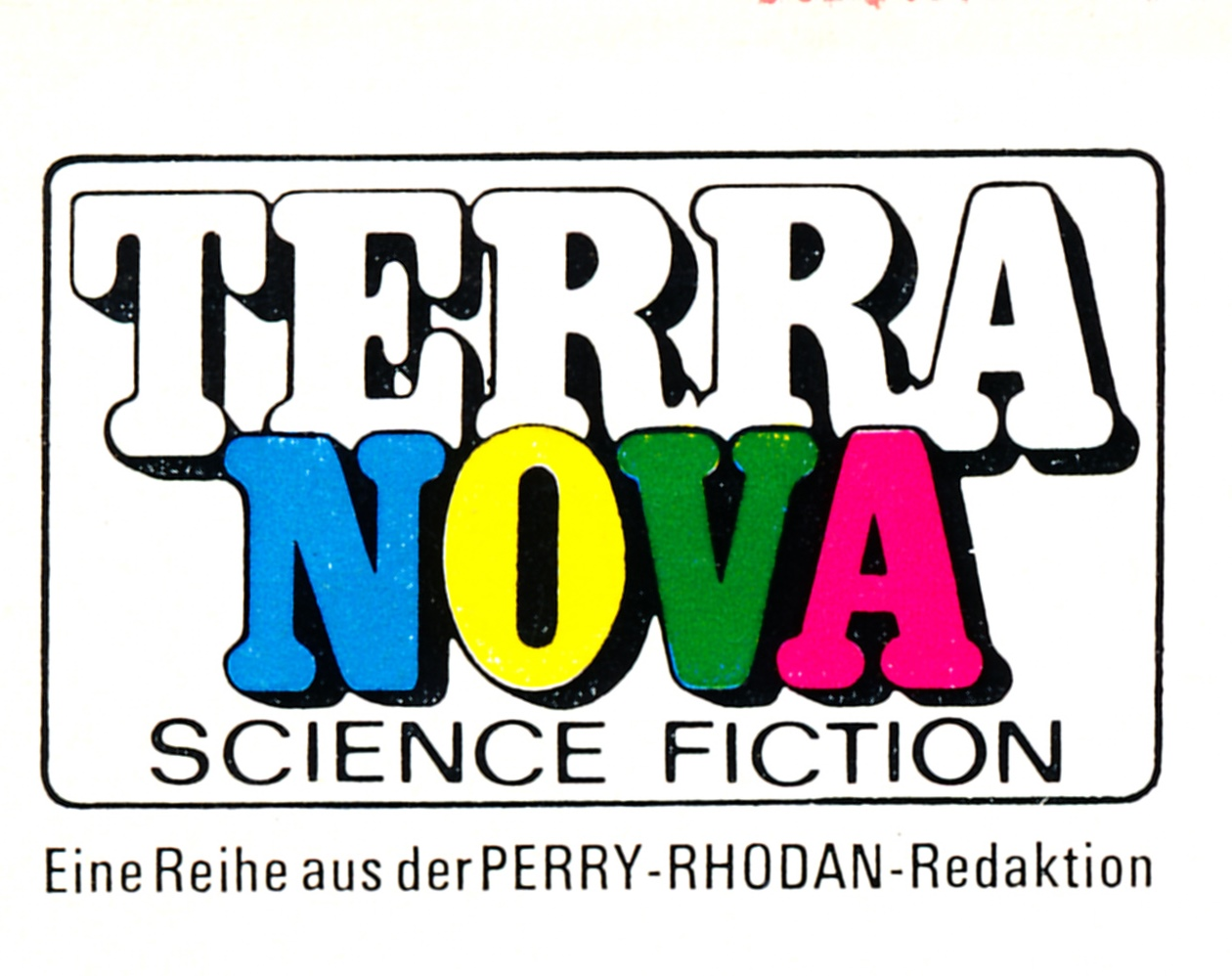
Terra Nova

Die Titelbilder der Hefte wurden größtenteils von Karl Stephan gestaltet, der bereits für die Reihen Terra und Terra Extra tätig war, häufig aber auch von Johnny Bruck.

## Liste der Titel
| Bedeutung der Abkürzungen und Symbole in der nachfolgenden Tabelle: | Bedeutung der Abkürzungen und Symbole in der nachfolgenden Tabelle: | Bedeutung der Abkürzungen und Symbole in der nachfolgenden Tabelle:                              |
| ------------------------------------------------------------------- | ------------------------------------------------------------------- | ------------------------------------------------------------------------------------------------ |
| D                                                                   | Doppelheft                                                          | Heft mit ca. doppelter Seitenzahl und zwei Nummern                                               |
| F                                                                   | Fix-up                                                              | Zu einem Roman umgearbeitete Kurzgeschichte(n)                                                   |
| S                                                                   | Sammlung                                                            | Sammlung mehrerer Geschichten eines Autors                                                       |
| OS                                                                  | Originalausgabe einer Sammlung                                      | Sammlung mehrerer Geschichten eines Autors In dieser Zusammenstellung nur auf Deutsch erschienen |
| A                                                                   | Anthologie                                                          | Sammlung mehrerer Geschichten verschiedener Autoren                                              |
| *                                                                   |                                                                     | Enthält (ein) weitere(s) Werk(e) eines anderen Autors                                            |

| Nr.     | Jahr | Autor                              | Titel                                                       | Originaltitel                                                                                                   |
| ------- | ---- | ---------------------------------- | ----------------------------------------------------------- | --- |
| 001     | 1968 | Ernst Vlcek                        | Die Wunder der Galaxis #1: Die Todesgärten der Lyra         | |
| 002     | 1968 | Russ Winterbotham                  | Der Kampf im Mondpalast                                     | The Lord of Nardos                                                                                              |
| 003     | 1968 | Ernst Vlcek                        | Die Wunder der Galaxis #2: Tempel der Ewigkeit              | |
| 004     | 1968 | Hans Kneifel                       | Die interstellaren Händler #9: Die Welt der Genies          | |
| 005/6   | 1968 | K. H. Scheer                       | ZbV #14: Diagnose negativ (D)                               | |
| 007     | 1968 | Ernst Vlcek                        | Die Wunder der Galaxis #3: Planet der tausend Möglichkeiten | |
| 008     | 1968 | Lester del Rey                     | Die Weltenspringer                                          | The Infinite Worlds of Maybe                                                                                    |
| 009     | 1968 | Hans Kneifel                       | Die interstellaren Händler #10: Sturm über fremden Sonnen   | |
| 010     | 1968 | Ronald Chetwynd-Hayes              | Der ewige Kreis                                             | The Man from the Bomb                                                                                           |
| 011     | 1968 | Chester Anderson & Michael Kurland | Die Drohung aus dem All                                     | Ten Years to Doomsday                                                                                           |
| 012     | 1968 | Ernst Vlcek                        | Die Wunder der Galaxis #4: Jagd auf eine Unsterbliche       | |
| 013/14  | 1968 | E. E. Smith                        | Die interplanetarische Gesellschaft (D)                     | Spacehounds of IPC                                                                                              |
| 015     | 1968 | Hans Kneifel                       | Gejagt zu den Sternen                                       | |
| 016     | 1968 | Charles V. De Vet                  | Der Erdenmann (OS)                                          | Protective Camouflage / Growing Up on Big Muddy / Specimen / Devolution / A Little Knowledge / Vital Ingredient |
| 017     | 1968 | Carlos Rasch                       | Der blaue Planet                                            | |
| 018     | 1968 | A. Bertram Chandler                | John Grimes #18: Das Wrack aus der Unendlichkeit            | Contraband from Otherspace (auch: Edge of Night)                                                                |
| 019     | 1968 | Winfried Bauer                     | Planet ohne Himmel                                          | |
| 020     | 1968 | Jack Finney                        | Unsichtbare Parasiten                                       | The Body Snatchers (auch: The Invasion of the Body Snatchers)                                                   |
| 021/22  | 1968 | K. H. Scheer                       | Korps der Verzweifelten (auch: Corps der Verzweifelten) (D) | |
| 023     | 1968 | Poul Anderson                      | Notlandung auf Jupiter (OS)                                 | Marius / The Burning Bridge / The Live Coward / Brake                                                           |
| 024     | 1968 | Carlos Rasch                       | Die Umkehr der Meridian                                     | |
| 025     | 1968 | Geoff St. Reynard                  | Chaos über Manhattan                                        | Armageddon, 1970                                                                                                |
| 026     | 1968 | George Henry Smith                 | Im Reich der Vergessenen                                    | The Forgotten Planet                                                                                            |
| 027     | 1968 | Raymond Z. Gallun                  | Dawn of the Demi-Gods #2: Menschen minus X                  | People Minus X                                                                                                  |
| 028     | 1968 | Clifford D. Simak                  | Die Gilde der Träumer (S)                                   | Worlds Without End                                                                                              |
| 029/30  | 1968 | George O. Smith                    | Relaisstation Venus (S) (D)                                 | Venus Equilateral                                                                                               |
| 031     | 1968 | Jon J. Deegan                      | Old Growler: Die weißen Henker von Orbis                    | Old Growler and Orbi                                                                                            |
| 032     | 1968 | Ben Bova                           | Projekt Tornado                                             | The Weathermakers (F)                                                                                           |
| 033     | 1968 | Keith Woodcott                     | Der Ring des Terrors                                        | The Ladder in the Sky                                                                                           |
| 034     | 1968 | Ernst Vlcek                        | Ich suche meine Welt                                        | |
| 035     | 1968 | Jon J. Deegan                      | Old Growler: Die singenden Kugeln                           | The Singing Spheres                                                                                             |
| 036     | 1968 | Murray Leinster                    | Weltraumarzt: Drei Welten funken SOS (S)                    | S.O.S. from Three Worlds                                                                                        |
| 037/38  | 1968 | K. H. Scheer                       | Der Verbannte von Asyth (D)                                 | |
| 039     | 1969 | Frank Herbert                      | Der Kampf der Insekten                                      | The Green Brain (F)                                                                                             |
| 040     | 1969 | Sam Merwin jr.                     | Zeit-Agenten #1: In geheimer Mission auf Erde II            | The House of Many Worlds (F)                                                                                    |
| 041     | 1969 | Ernst Vlcek                        | Die Wunder der Galaxis #5: Planet der verlorenen Träume     | |
| 042     | 1969 | Jack Williamson                    | Die Weltraumlegion #2: Der Geist der Legion                 | The Cometeers                                                                                                   |
| 043     | 1969 | Mack Reynolds                      | Der Computerkrieg                                           | Computer War |
| 044     | 1969 | Ernst Vlcek                        | Die Wunder der Galaxis #6: Die pulsierenden Sterne          | |
| 045/46  | 1969 | K. H. Scheer                       | ZbV #15: Kodezeichen Großer Bär (D)                         | |
| 047     | 1969 | Murray Leinster                    | Zeittunnel #1: Unternehmen Zeittunnel                       | The Time Tunnel 1                                                                                               |
| 048     | 1969 | Ernst Vlcek                        | Die Wunder der Galaxis #7: Countdown des Todes              | |
| 049     | 1969 | Walt & Leigh Richmond              | Schockwelle im Kosmos                                       | Shock Wave |
| 050     | 1969 | Murray Leinster                    | Zeittunnel #2: Unternehmen Zeittransport                    | Timeslip! 1 |
| 051     | 1969 | Ernst Vlcek                        | Die Wunder der Galaxis #8: Dämmerung im Universum           | |
| 052     | 1969 | Roy Sheldon (VP)                   | Das kostbare Mineral                                        | Space Warp |
| 053/54  | 1969 | K. H. Scheer                       | Die Männer der Pyrrhus (D)                                  | |
| 055     | 1969 | Mack Reynolds                      | United Planets:Welten im Aufruhr                            | Ultima Thule |
| 056     | 1969 | Richard Koch                       | Seelentausch                                                | |
| 057     | 1969 | Roy Sheldon (VP)                   | Shiny Spear #4: Die neue Lebensform                         | The Plastic Peril                                                                                               |
| 058     | 1969 | Bernt Kling                        | Tab Fantor #1: Schatzinsel im All                           | |
| 059     | 1969 | A. M. Lightner                     | Der Planetendoktor                                          | Doctor to the Galaxy                                                                                            |
| 060     | 1969 | Kurt Mahr                          | Die Psi-Menschen von Simsk                                  | |
| 061/62  | 1969 | K. H. Scheer                       | ZbV #16: Raumpatrouille Nebelwelt (D)                       | |
| 063     | 1969 | E. C. Tubb                         | Earl Dumarest #1: Gath – Planet der Stürme                  | The Winds of Gath (auch: Gath)                                                                                  |
| 064     | 1969 | Ernst Vlcek                        | Pan Laboris #1: Die Kampfmaschine                           | |
| 065     | 1969 | Eando Binder                       | Adam, der Roboter                                           | Adam Link – Robot                                                                                               |
| 066     | 1969 | H. G. Francis                      | Jack Norton #1: Sendbote der Erde                           | |
| 067     | 1969 | Robert Silverberg                  | Der Unsterbliche (OS)                                       | Heir Reluctant / To Be Continued / Stress Pattern                                                               |
| 068/69  | 1969 | E. E. Smith                        | Der Wirbeltöter (D)                                         | Masters of the Vortex (auch: The Vortex Blaster)                                                                |
| 070     | 1969 | Hans Kneifel                       | Das Logbuch der Silberkugel                                 | |
| 071     | 1969 | Ernst Vlcek                        | Pan Laboris #2: Heiße Fracht für einen fremden Stern        | |
| 072     | 1969 | Randall Garrett                    | Das verrückte Raumschiff                                    | A Spaceship Named McGuire                                                                                       |
| 073     | 1969 | Ernst Vlcek                        | Pan Laboris #3: Seitensprünge durch die Zeit                | |
| 074     | 1969 | A. Bertram Chandler                | John Grimes #1: Straße in die Unendlichkeit                 | The Road to the Rim                                                                                             |
| 075     | 1969 | A. M. Lightner                     | Die Weltraumarche                                           | The Space Ark                                                                                                   |
| 076/77  | 1969 | K. H. Scheer                       | Die kosmische Fackel (D)                                    | |
| 078     | 1969 | Gordon R. Dickson                  | Vorsicht – Mensch! (OS)                                     | Danger – Human! / The Friendly Man / The Error of Their Ways / Sleight of Wit / Idiot Solvant                   |
| 079     | 1969 | A. Bertram Chandler                | Kaiserin Irene #3: Das Universum der Rebellen               | Nebula Alert |
| 080     | 1969 | Edmond Hamilton                    | Sternenwolf #1: Der Sternenwolf                             | The Weapon from Beyond                                                                                          |
| 081     | 1969 | Clark Darlton                      | Expedition ins Nichts                                       | |
| 082     | 1969 | Jean & Jeff Sutton                 | Die Welt der Ausgestoßenen                                  | The Beyond |
| 083     | 1969 | Edmond Hamilton                    | Sternenwolf #2: Todesschranke um Allubane                   | The Closed Worlds                                                                                               |
| 084/85  | 1969 | K. H. Scheer                       | ZbV #17: Offensive Minotaurus (D)                           | |
| 086     | 1969 | Ernst Vlcek                        | Revolte der Androiden #1: Die Androidenjäger                | |
| 087     | 1969 | Edmond Hamilton                    | Sternenwolf #3: Die singenden Sonnen                        | World of the Starwolves                                                                                         |
| 088     | 1969 | Murray Leinster                    | Land der Giganten #1: Im Land der Giganten                  | Land of the Giants                                                                                              |
| 089     | 1969 | Ernst Vlcek                        | Revolte der Androiden #2: Die Menschenmacher                | |
| 090     | 1969 | E. C. Tubb                         | Earl Dumarest #2: Die Telepathin                            | Derai |
| 091     | 1969 | Philip E. High                     | Die Zwillingsplaneten                                       | Twin Planets |
| 092/93  | 1969 | Winfried Bauer                     | Wo der Raum zu Ende ist... (D)                              | |
| 094     | 1969 | Geoff St. Reynard                  | Die Welt in Ketten                                          | The Buttoned Sky                                                                                                |
| 095     | 1969 | A. M. Lightner                     | Die Tage der Drohnen                                        | The Day of the Drones                                                                                           |
| 096     | 1969 | Ernst Vlcek                        | Die Evolutionspolizei #1: Das fremde Ich                    | |
| 097     | 1969 | David McDaniel                     | Das Arsenal der Vergangenheit                               | The Arsenal Out of Time                                                                                         |
| 098     | 1969 | H. G. Francis                      | Jack Norton #2: Terras Mann auf Hloga                       | |
| 099     | 1969 | Philip E. High                     | Diktatur der Parasiten                                      | Invader on My Back                                                                                              |
| 100/101 | 1969 | K. H. Scheer                       | ZbV #18: Gegenschlag „Kopernikus“ (D)                       | |
| 102     | 1969 | Jeff Sutton                        | Der Mann, der aus der Zukunft kam (*) 2                     | The Man Who Saw Tomorrow                                                                                        |
| 103     | 1970 | Bernt Kling & Leo Günther          | Tab Fantor #2: Medusa im All                                | |
| 104     | 1970 | Algis Budrys                       | Helden-GmbH (OS)                                            | Chain Reaction / In Clouds of Glory / Death March                                                               |
| 105     | 1970 | H. G. Francis                      | Jack Norton #3: Spezialisten für ESSTA-4                    | |
| 106     | 1970 | A. Bertram Chandler                | John Grimes #20: Die Götter der Randwelten                  | The Rim Gods (F)                                                                                                |
| 107     | 1970 | Norman Edwards 3                   | Überfall aus der Zukunft                                    | Invasion from 2500                                                                                              |
| 108/109 | 1970 | Conrad Shepherd                    | Operation Sagittarius (D) (*) 2                             | |
| 110     | 1970 | Hans Kneifel                       | Die Gilde der Mutanten                                      | |
| 111     | 1970 | E. C. Tubb                         | Earl Dumarest #3: Planet der Spieler                        | Toyman |
| 112     | 1970 | Bernt Kling & Leo Günther          | Tab Fantor #3: Galaxis im Aufruhr                           | |
| 113     | 1970 | James E. Gunn                      | Das Gravitations-Problem (OS)                               | The Reason Is with Us / The Gravity Business / Deadly Silence                                                   |
| 114     | 1970 | Hans Kneifel                       | Allround Service #1: Shindana – Welt aus Eisen              | |
| 115     | 1970 | Philip E. High                     | Die verlorene Sonne                                         | The Prodigal Sun                                                                                                |
| 116/117 | 1970 | Kurt Mahr                          | Der Blaustern-Fürst (D)                                     | |
| 118     | 1970 | Hans Kneifel                       | Allround Service #2: Gast aus der Unendlichkeit (*) 2       | |
| 119     | 1970 | Henry Kuttner                      | Das goldene Schiff                                          | The Creature from Beyond Infinity (auch: A Million Years to Conquer)                                            |
| 120     | 1970 | Randall Garrett                    | Virus Y (OS)                                                | What’s Eating You? / Dead Giveaway / No Connections                                                             |
| 121     | 1970 | Hans Kneifel                       | Allround Service #3: Der Clan der blauen Schlangen          | |
| 122     | 1970 | Ernst Vlcek                        | Die Evolutionspolizei #2: Unternehmen Sonnenkinder          | |
| 123     | 1970 | James Nelson Coleman               | Mörder aus dem All                                          | The Null-Frequency Impulser                                                                                     |
| 124     | 1970 | Clark Darlton                      | Die letzte Zeitmaschine                                     | |
| 125     | 1970 | Hans Kneifel                       | Allround Service #4: Invasion der Echsen                    | |
| 126     | 1970 | Philip E. High                     | Die verrückte Metropole                                     | The Mad Metropolis (auch: Double Illusion)                                                                      |
| 127     | 1970 | Bernt Kling                        | Der unendliche Traum                                        | |
| 128     | 1970 | E. C. Tubb                         | Kampf zwischen den Welten                                   | S.T.A.R. Flight                                                                                                 |
| 129     | 1970 | Hans Kneifel                       | Allround Service #5: Ritter des Gesetzes                    | |
| 130     | 1970 | Jack Vance                         | Tschai #1: Planet der gelben Sonne                          | City of the Chasch (auch: Chasch)                                                                               |
| 131     | 1970 | Kurt Mahr                          | Roger Staff #1: Der Tunnel durchs All                       | |
| 132     | 1970 | Tom Godwin                         | Ragnarok: Sie starben auf Ragnarok                          | The Survivors (auch: Space Prison)                                                                              |
| 133     | 1970 | Hans Kneifel                       | Allround Service #6: Die Welt der weißen Stürme             | |
| 134     | 1970 | Jack Vance                         | Tschai #2: Die Abenteurer von Tschai                        | Servants of the Wankh (auch: Wankh)                                                                             |
| 135     | 1970 | Ernst Vlcek                        | Das Erbe des Irrwandlers                                    | |
| 136     | 1970 | E. C. Tubb                         | Earl Dumarest #4: Kalin – die Hexe                          | Kalin |
| 137     | 1970 | Kurt Mahr                          | Roger Staff #2: Jagd durch die Dunkelwolke                  | |
| 138     | 1970 | Jack Vance                         | Tschai #3: Im Reich der Dirdir                              | The Dirdir |
| 139     | 1970 | John Brunner                       | Brückenkopf Asconel                                         | The Altar at Asconel                                                                                            |
| 140     | 1970 | H. G. Ewers                        | Der Weltraum-Krieg                                          | |
| 141     | 1970 | Michael Moorcock                   | Die anderen Erden                                           | The Wrecks of Time (auch: The Rituals of Infinity)                                                              |
| 142     | 1970 | Bernt Kling                        | Tab Fantor #4: Das rosa Universum                           | |
| 143     | 1970 | Henry Kuttner & C. L. Moore 4      | Gespräch aus der Zukunft (OS)                               | Line to Tomorrow / What You Need / The Twonky / Camouflage / Shock                                              |
| 144     | 1970 | H. J. Frey                         | Phil Kerveigh #1: Tramp im All                              | |
| 145     | 1970 | John Brunner                       | Endlose Schatten                                            | Endless Shadow (auch: The Bridge to Azrael)                                                                     |
| 146     | 1970 | Peter Krämer                       | Tödliche Botschaft                                          | |
| 147     | 1970 | James Nelson Coleman               | Der Sucher von den Sternen                                  | Seeker from the Stars                                                                                           |
| 148     | 1970 | Hans Kneifel                       | Geist ohne Fesseln                                          | |
| 149     | 1970 | Philip E. High                     | Die Metalloiden                                             | No Truce with Terra                                                                                             |
| 150     | 1970 | Harald Buwert & Bernt Kling        | Der Psycho Planet (*) 5                                     | |
| 151     | 1970 | Jack Williamson                    | Der Pandora Effekt (S)                                      | The Pandora Effect                                                                                              |
| 152     | 1970 | Kurt Mahr                          | Die Verschwörung der Computer                               | |
| 153     | 1970 | A. Bertram Chandler                | John Grimes #16: Der Sternensegler 6                        | Catch the Star Winds                                                                                            |
| 154     | 1970 | Ernst Vlcek                        | Die Evolutionspolizei #3: Die Kinder der Finsternis         | |
| 155     | 1970 | E. C. Tubb                         | Earl Dumarest #5: Das Schiff des Jokers                     | The Jester at Scar                                                                                              |
| 156     | 1970 | H. G. Ewers                        | Lester Velie #1: Intrige auf Chibbu                         | |
| 157     | 1970 | Philip E. High                     | Die Insel der Wissenschaftler                               | These Savage Futurians                                                                                          |
| 158     | 1971 | Peter Terrid                       | Das Pendel der Zeit                                         | |
| 159     | 1971 | Raymond F. Jones                   | Die neuen Gehirne (OS)                                      | The Farthest Horizon / Trade Secret / Discontinuity                                                             |
| 160     | 1971 | Kurt Mahr                          | Planet der Geschäftemacher                                  | |
| 161     | 1971 | John Jakes                         | Der Halbmensch                                              | The Hybrid |
| 162     | 1971 | Ernst Vlcek                        | Die Evolutionspolizei #4: Nach dem Atomblitz                | |
| 163     | 1971 | John W. Campbell                   | Der Angriff von Mira                                        | Uncertainty (auch: The Ultimate Weapon)                                                                         |
| 164     | 1971 | H. G. Ewers                        | Lester Velie #2: Der Scout im Reich der Schatten            | |
| 165     | 1971 | Hans Stefan Santesson (Hrsg.)      | Die heimlichen Invasoren (A)                                | Gentle Invaders                                                                                                 |
| 166     | 1971 | Thomas R. P. Mielke                | Reporter unter fremder Sonne                                | |
| 167     | 1971 | Marion Zimmer Bradley              | Darkover #12: Planet der Gefahren                           | Star of Danger                                                                                                  |
| 168     | 1971 | D. C. Hogan                        | Marsfieber                                                  | |
| 169     | 1971 | Eando Binder                       | Die neue Steinzeit                                          | Lords of Creation                                                                                               |
| 170     | 1971 | Peter Terrid                       | Invasion der Terraner                                       | |
| 171     | 1971 | Marion Zimmer Bradley              | Darkover #14: Die blutige Sonne                             | The Bloody Sun                                                                                                  |
| 172     | 1971 | Clark Darlton                      | Das Erbe von Hiroshima                                      | |
| 173     | 1971 | Randall Garrett                    | Die Erfindung des Mr.B (OS)                                 | Damned If You Don’t / Viewpoint / Needler                                                                       |
| 174     | 1971 | Bernt Kling & Leo Günther          | Der Computer Utopia                                         | |
| 175     | 1971 | Michael Collins                    | Brennendes Universum                                        | Lukan War |
| 176     | 1971 | Ernst Vlcek                        | Die Evolutionspolizei #5: Der Insektentöter                 | |
| 177     | 1971 | Marion Zimmer Bradley              | Die Sterne warten (S)                                       | The Dark Intruder                                                                                               |
| 178     | 1971 | Peter Terrid                       | Der Seelenjäger                                             | |
| 179     | 1971 | John Brunner                       | Planet der Ausgestoßenen                                    | A Planet of Your Own                                                                                            |
| 180     | 1971 | Clark Darlton                      | Die dritte Chance                                           | |
| 181     | 1971 | Marion Zimmer Bradley              | Die Falken von Narabedla                                    | Falcons of Narabedla                                                                                            |
| 182     | 1971 | Hugh Walker                        | Rebellion der Talente                                       | |
| 183     | 1971 | Mack Reynolds                      | United Planets #2: Das Geheimnis der Urmenschen             | Dawnman Planet                                                                                                  |
| 184     | 1971 | Fritz Steinberg                    | Die Welt der Gespenster                                     | |
| 185     | 1971 | Alan E. Nourse                     | Der Weg in die Galaxis                                      | Psi High |
| 186     | 1971 | Klaus Fischer                      | Die schwarzen Maschinen                                     | |
| 187     | 1971 | Marion Zimmer Bradley              | Darkover #16: Das Schwert des Aldones                       | The Sword of Aldones                                                                                            |
| 188     | 1971 | H. G. Ewers                        | Lester Velie #3: Der Scout und der Roboterfürst             | |
| 189     | 1971 | John Brunner                       | Zarathustra #3: Mechaniker der Unsterblichkeit              | The Repairmen of Cyclops                                                                                        |
| 190     | 1971 | Kurt Mahr                          | Die Flieger von Ghunn                                       | |

Anmerkungen: